# ベリック条約 (1357年)
ベリック条約（ベリックじょうやく、英語: Treaty of Berwick）は、1357年にベリック・アポン・ツイードで締結された、第二次スコットランド独立戦争の講和条約。
第二次スコットランド独立戦争はスコットランド独立戦争の第2段階であり、1333年にイングランド王エドワード3世がロバート・ブルースの息子デイヴィッド2世の代わりにエドワード・ベイリャルを王位につかせようとしたことで勃発した。

## 概要
条約によりイングランドは1346年のネヴィルズ・クロスの戦いで捕らえたデイヴィッド2世を釈放し、その代わりに10万マークまたは6万7千スターリングの身代金を要求した。身代金は10年の分割払いで支払うとされたが、実際に支払われたのは2年目までであった。1年目の支払いは期日どおりに行われ、2年目は遅れ、その後は全く支払われなかった。身代金を支払うために増税が行われ、しかもデイヴィッド2世が身代金を横領し始めたため、民衆は憤慨し、1363年には身代金に対する抗議が行われた。
デイヴィッド2世はエドワード3世を継承者に指名することにも同意したが、これはスコットランド議会に拒否された。継承問題はデイヴィッド2世が1371年に死去した後、ロバート・ステュアートが即位したことで解決した。